# Philipp Benizi

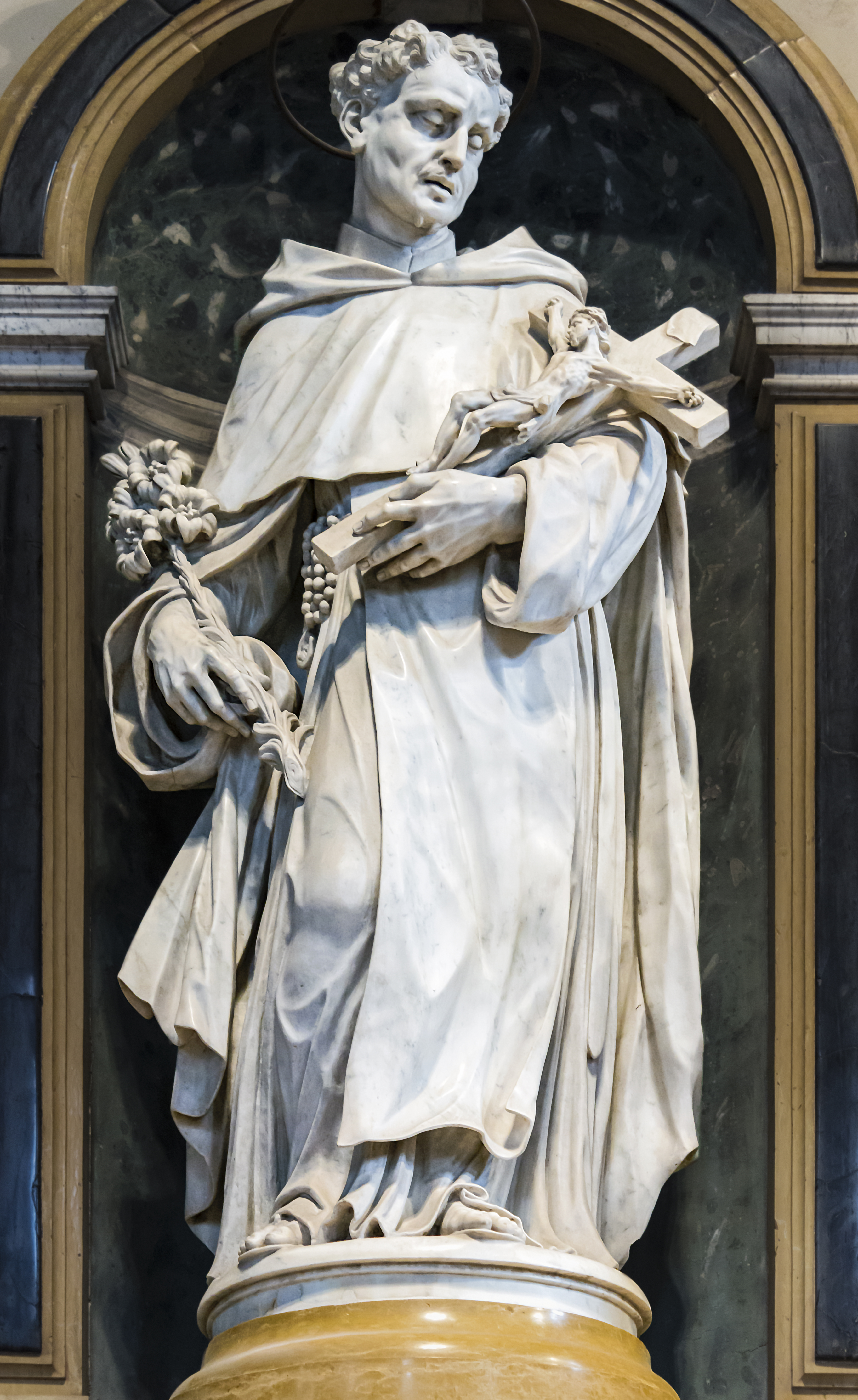
Heiliger Philipp Benizi – Santa Maria dei Servi (Padua)

Philipp Benizi (de Damiani) OSM auch Filippo Benizi und Philippus Benitius (* 15. August 1233 in Florenz; † 22. August 1285 in Todi, Italien) war der fünfte Generalsuperior der Serviten. Er gilt, nach den Sieben heiligen Gründern des Servitenordens, als „zweiter Gründer“ und Erneuerer des Ordens. Er überarbeitete die Ordensregeln und rief den weiblichen Zweig, die Servitinnen ins Leben. Er ist der Schutzpatron der Serviten und wurde am 12. April 1671 von Papst Clemens X. (1670–1676), noch weit vor den „Sieben heiligen Gründern des Servitenordens“, heiliggesprochen.

## Leben

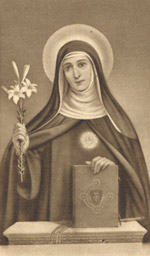
Hl. Juliana Falconieri (Servitin) mit ihren Attributen Hostie, heilige Schrift und Lilie

### Frühe Jahre
Philipp Benizi stammte aus der angesehenen Florentiner Familie der Benizi. Er studierte in Padua und Paris Medizin und Philosophie. 1254 war er dem Servitenorden beigetreten und wurde 1259 zum Ordenspriester geweiht. Schon in frühen Lebensjahren nahm er sich der Armen und Kranken an. Am 5. Juni 1267 wurde er zum Generalsuperior der Serviten gewählt. Die hl. Juliana von Falconieri, eine Nichte des hl. Alexis Falconieri, erhielt von Philipp Benizi den Habit des dritten Ordens der Serviten, sie war die Ordensgründerin der Servitinnen. Unmittelbar nach seinem Tod am 22. August 1285 setzte die Verehrung des verstorbenen Generalsuperiors ein. Diese Verehrung wird durch ein Heilungswunder unterstützt. Er wurde 1671 heiliggesprochen, seine Reliquie wird in der Servitenkirche in Todi aufbewahrt.

### Der Ordensretter
Seit der Amtsübernahme hatte Philipp Benizi für die Ausbreitung des Ordens beigetragen, so gab es nicht nur in Italien, sondern auch in Polen und Ungarn Ordensprovinzen. Papst Innozenz V. (1276), ein Dominikaner, verbot die Ausbildung von Novizen. Es hatte den Anschein, dass die Serviten aussterben sollten und ihr Erbe an den Heiligen Stuhl übergeben würde. Der neue Generalsuperior Philipp widersetze sich mit allen ihm zur Verfügung stehenden Mitteln. Papst Honorius IV. (1285–1287) stellt die Serviten wieder unter seinen päpstlichen Schutz, der Neubeginn war gesichert. Das Überleben und der Wiederaufbau wird Philipp Benizi zugeschrieben und führte dazu, ihn als den „Zweiten Gründer der Serviten“ zu benennen.

### Flucht vor Papstwahl
In dem über zwei Jahre andauernden Konklave von 1268 bis 1271 war Philipp Benizi als Generalsuperior gebeten worden, auf die Kardinäle, die in Viterbo das Konklave abhielten, vermittelnd einzuwirken, da sich diese nicht auf einen neuen Papst einigen konnten. Während dieser Mission wurde er selbst zu einem Papstkandidaten. Der Überlieferung nach soll sich Benizi solange in Bagni San Filippo versteckt gehalten haben, bis die Papstwahl mit Gregor X. (1271–1276) abgeschlossen war. Diese Begebenheit spiegelt sich in den Darstellungen seiner Person, er wird im Ordensgewand der Serviten mit Buch und Heiligenschein dargestellt. Ihm zu Füßen liegt oder steht die Tiara, womit die Verweigerung der Papstwahl symbolisiert werden soll.